# Schatsberg
De Schatsberg is een heuvel in het noordelijk deel van het Heuvelland in de Nederlandse provincie Limburg met een hoogte van 108 meter boven NAP. De heuvel is gelegen ten noordwesten van Oirsbeek (gemeente Beekdaelen) en maakt deel uit van het Plateau van Doenrade, aan de rand van het beekdal van de Kakkert. De naam Schatsberg is ontleend aan de familie Schetz of Schatz, die hier eeuwen geleden een hoeve bezaten.

## Geografie
De Schatsberg vormt samen met de westelijker gelegen Köllerberg en de oostelijker gelegen Duivelsberg een heuvelrug aan de noordelijke rand van het Kakkertdal. Aan de top van de heuvel gaat het landschap over in het Hoog Roth, een plateauterras tussen Puth en Doenrade. De top van de heuvel steekt circa 35 meter uit boven het dal. Op de helling liggen voornamelijk weilanden afgewisseld door restanten van een hellingbos.

## Wielrennen
Op de helling van de Schatsberg loopt een gelijknamige beklimming, die enige bekendheid geniet in de wielersport. De weg begint in de voormalige buurtschap Gracht en voert over een lengte van 800 meter heuvelopwaarts naar het plateau aan de top. Deze matig steile beklimming heeft een gemiddelde hellingsgraad van 4,1 procent en het steilste deel rond de 7 procent.

## Fotogalerij

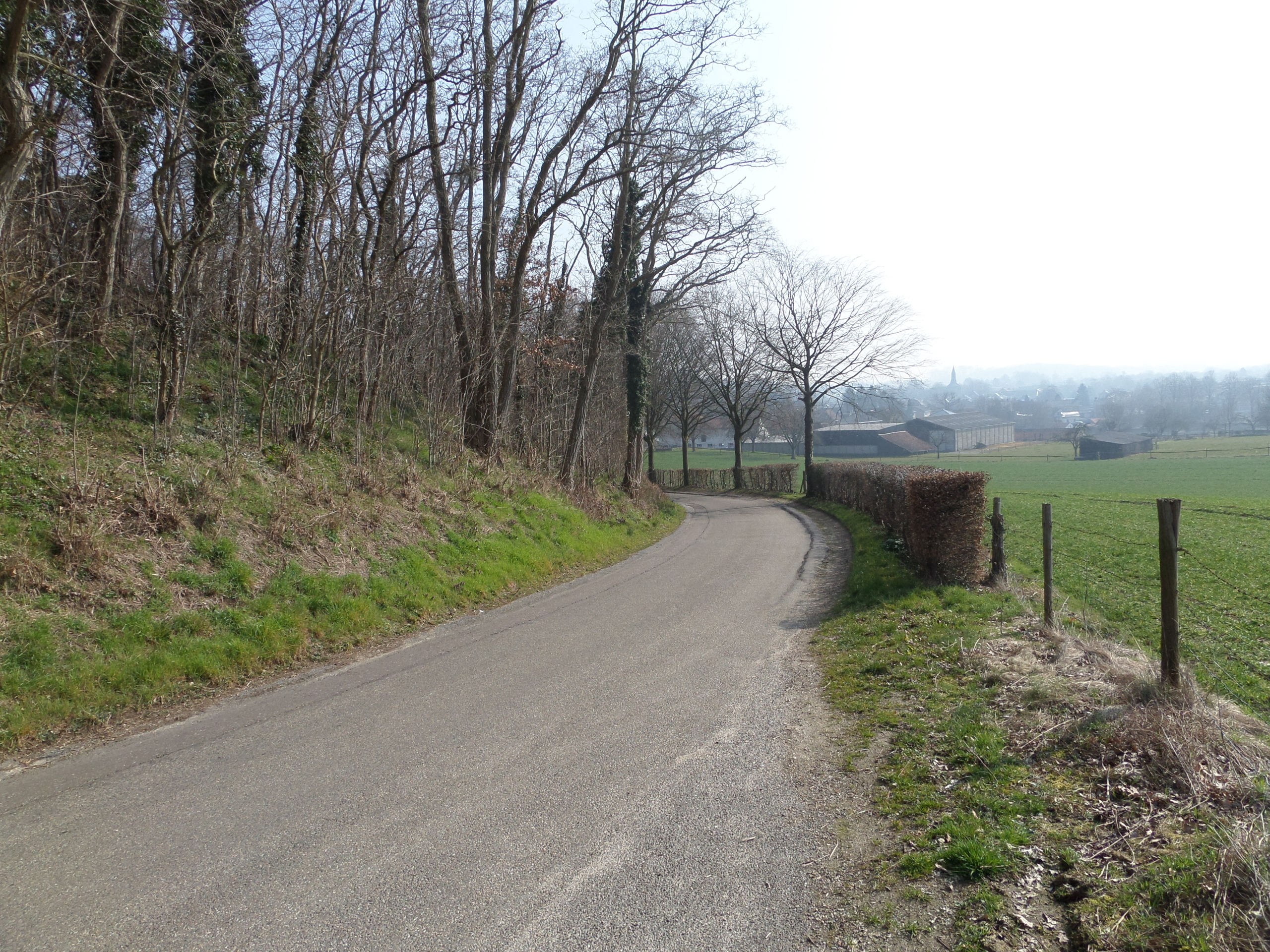
Heuvelafwaarts gezien
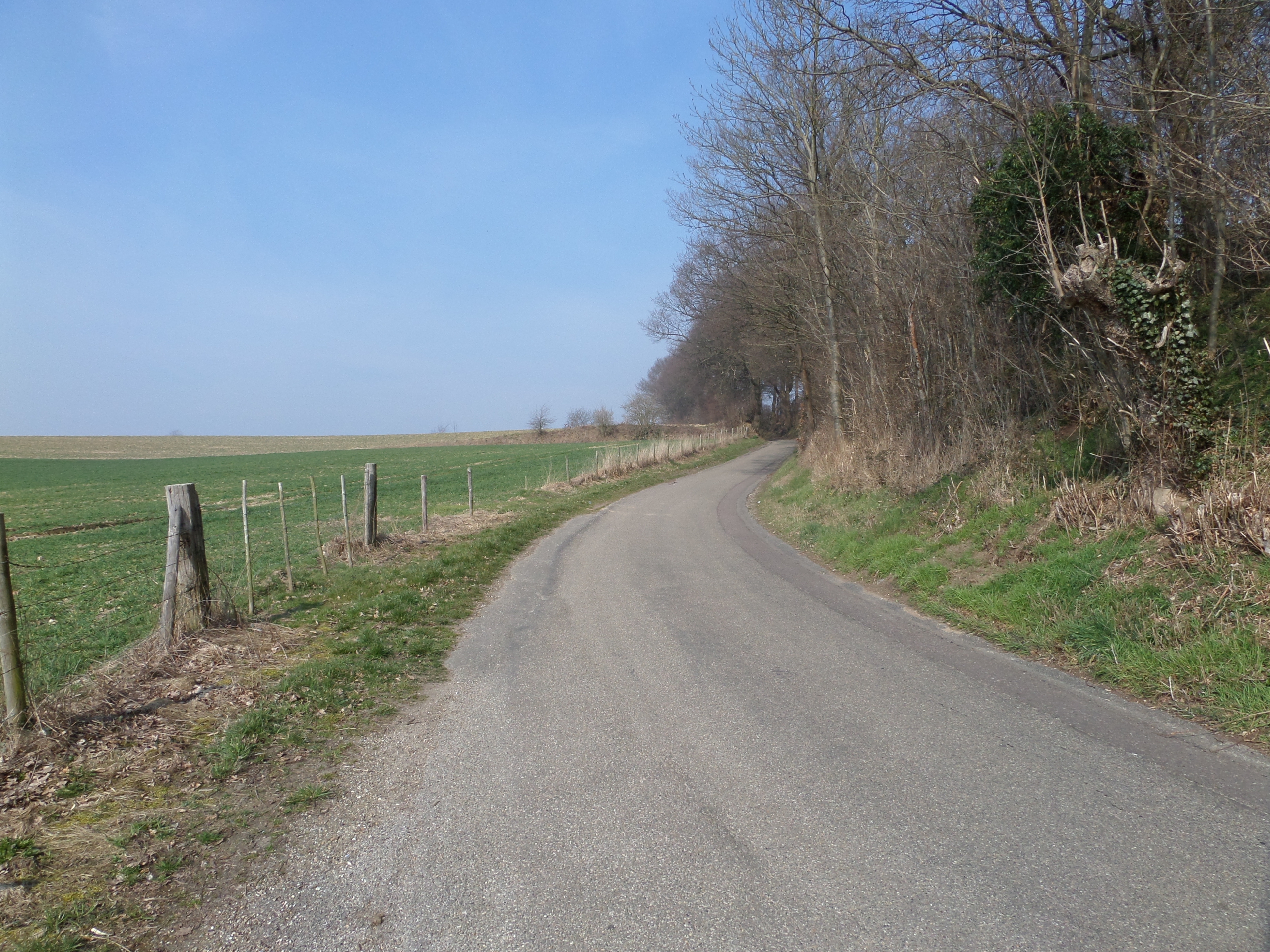
Heuvelopwaarts gezien